# 格魯江卡
48°13′5″N 30°32′46″E / 48.21806°N 30.54611°E
格魯江卡（烏克蘭語：Грузянка）是烏克蘭中部的村莊，隸屬基洛夫格勒州的霍洛瓦尼夫斯克區。該村始建於1713年，面積0.55平方公里，海拔高度133米，2001年人口87，人口密度每平方公里158.8人。